# ᵎ
Cette page contient des caractères spéciaux ou non latins. S’ils s’affichent mal (▯, ?, etc.), consultez la page d’aide Unicode.
ᵎ, appelée i culbuté en exposant, i culbuté supérieur ou lettre modificative i culbuté, est un symbole phonétique utilisé dans l’alphabet phonétique ouralique. Il est formé de la lettre i culbuté ‹ ᴉ › mise en exposant.

## Utilisation
Dans l’alphabet phonétique ouralique utilisé par Artturi Kannisto (fi), l’i culbuté en exposant est utilisé pour représenter la même voyelle que l’i culbuté mais avec une prononciation réduite, par exemple comme le schwa.

## Représentations informatiques
La lettre modificative i culbuté peut être représenté avec les caractères Unicode suivants (Extensions phonétiques) :
| formes       | représentations | chaînes de caractères | points de code | descriptions                            | note                            |
| ------------ | --------------- | --------------------- | -------------- | --------------------------------------- | ------------------------------- |
| modificative | ᵎ               | ᵎ                     | U+1D4E         | lettre modificative minuscule i culbuté | codé pour le symbole phonétique |